# Ørnen (stjernebillede)
 For alternative betydninger, se Ørnen. (Se også artikler, som begynder med Ørnen)
Ørnen (Aquila) er et stjernebillede på den nordlige himmelkugle.